# Dominique Perrault
Dominique Perrault (Clermont-Ferrand, 9 aprile 1953) è un architetto e urbanista francese, divenuto celebre per la progettazione della Biblioteca nazionale di Francia, che gli valse il Premio Mies van der Rohe nel 1996.

## Biografia
Dominique Perrault, nato a Clermont-Ferrand il 9 aprile 1953, si è formato presso la École nationale supérieure des beaux-arts di Parigi, dove nel 1978 ha conseguito il diploma di architettura. L'inizio della sua carriera si data nel 1981 quando, dopo un periodo di collaborazione con l'Atelier parisien d'urbanisme (AMUR), fondò il proprio studio di Parigi, al quale si affiancarono successivamente quello di Berlino (1992), Lussemburgo (2000) e Madrid (2006).
Tra le figure più influenti della storia dell'architettura francese, Perrault è l'autore di numerosi progetti. Dopo il lancio sulla scena internazionale, ottenuto nel 1989 con il progetto della nuova Biblioteca nazionale di Francia, ha realizzato il Velodrom e la piscina olimpica di Berlino, l'ampliamento della Corte di Giustizia dell'Unione Europea di Lussemburgo, l'Olympic Tennis Stadium a Madrid e la torre per la compagnia di assicurazioni Fukoku, a Osaka, e la risistemazione di piazza Garibaldi, a Napoli.
Numerosi sono stati i premi ricevuti dal Perrault: in ordine cronologico, si ricordano il premio Architecture et maître d'ouvrage (1983), il Grand prix national d'architecture (1993) ed il premio Mies van der Rohe (1997).

## Stile

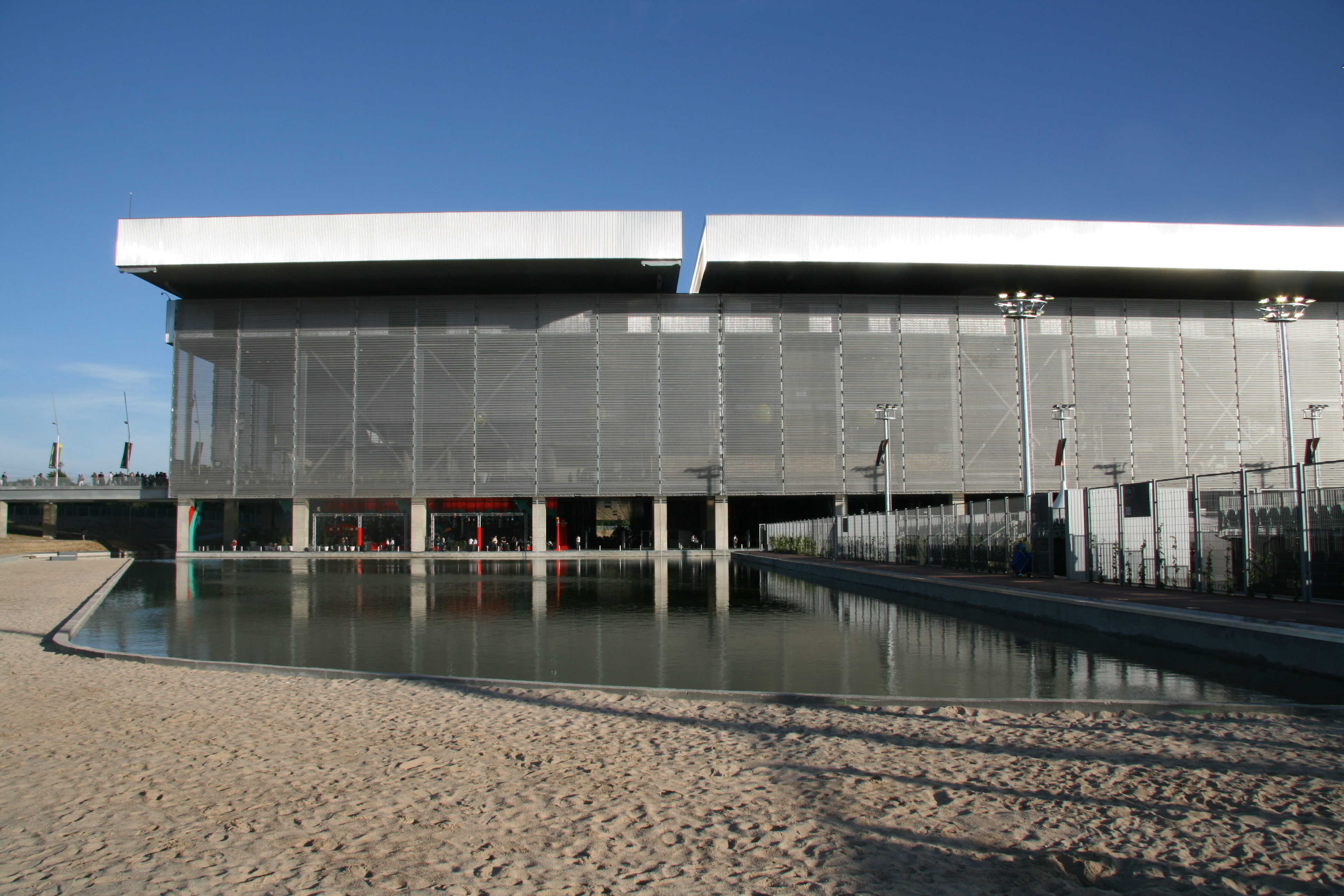
Una realizzazione di Perrault: la Caja Mágica a Madrid

Lo stile di Dominique Perrault viene magistralmente descritto da un resoconto dell'Università di Bucarest, che ha conferito all'architetto la laurea honoris causa:
Secondo Frederic Migayrou:

## Opere

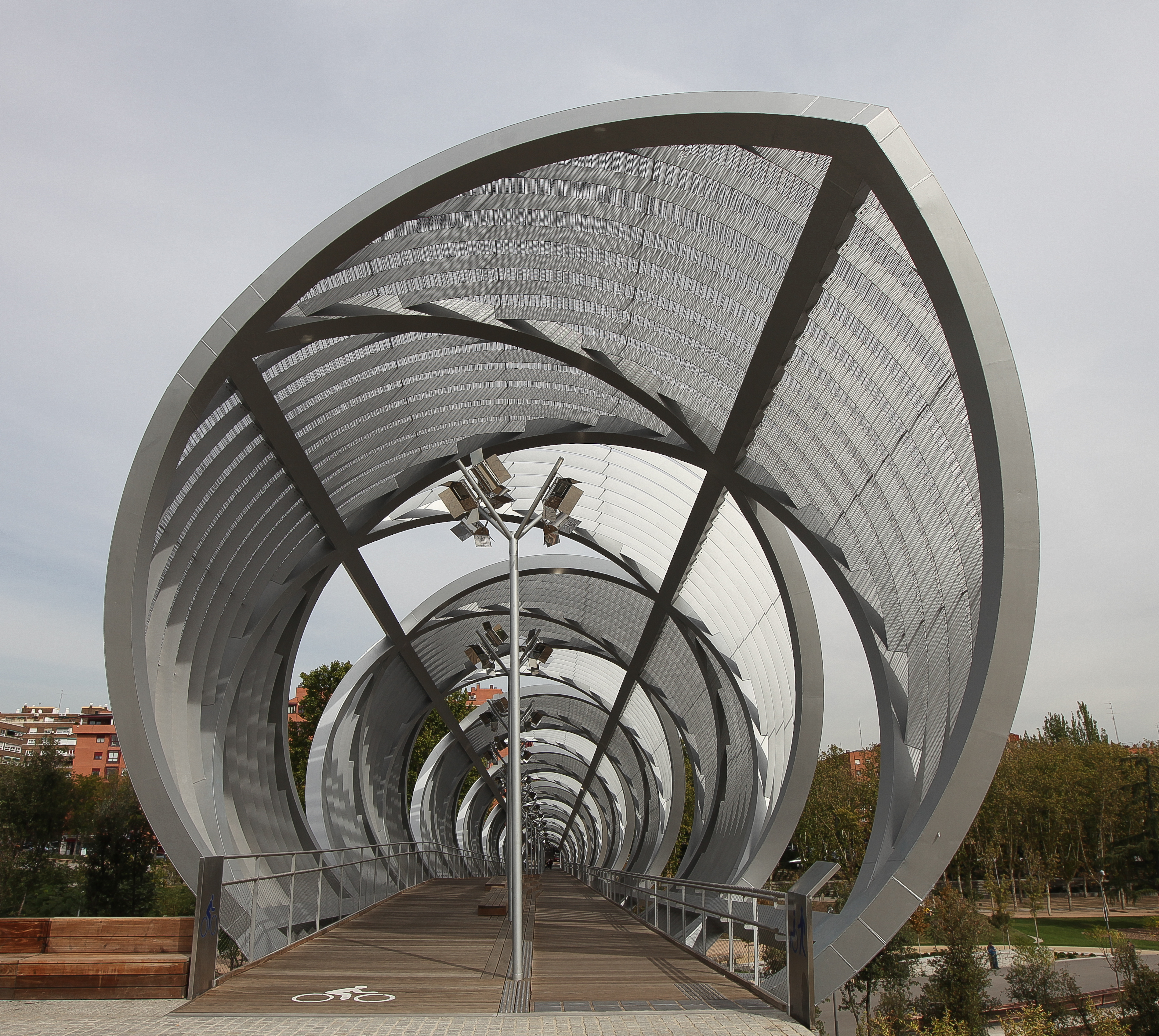
Ponte di Arganzuela

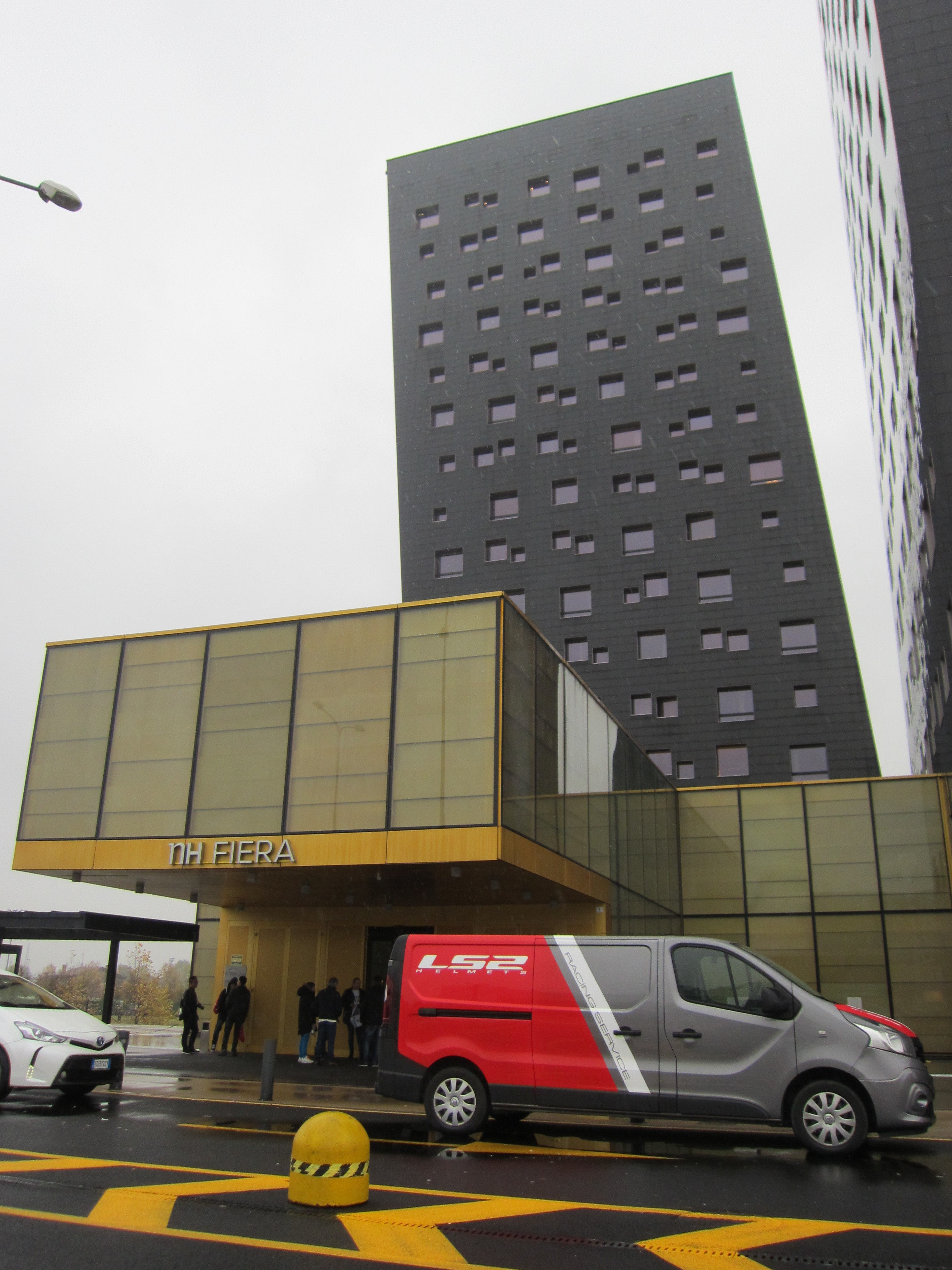
NH Hoteles Rho

Tra le opere (la seguente lista non è esaustiva):
- 1981-1983: officina Someloir, Châteaudun, Francia;
- 1984-1987: scuola per ingegneri ESIEE (École supérieure d'ingénieurs en électronique et électrotechnique), Marne-la-Vallée, Francia;
- 1988-1994: sede del dipartimento della Mosa, Bar-le-Duc, Francia;
- 1989-1995: Biblioteca Nazionale della Francia, Parigi, Francia;
- 1989-1993: ampliamento degli archivi dipartimentali della Mayenne, Laval, Francia;
- 1992-1999: piscina e velodromo olimpico, Berlino, Germania;
- 1995-1997: Grande Serra della Cité des sciences et de l'industrie, Parigi, Francia;
- 1996-2008: ampliamento della Corte di Giustizia dell'Unione Europea di Lussemburgo;
- 1999-2004: Piazza Gramsci, Cinisello Balsamo, Italia;
- 2002-2009: Caja Mágica (Olympic Tennis Stadium), Madrid, Spagna;
- 2003-2009: Diagonal 123, Barcellona
- 2004-2008: riqualificazione di piazza Garibaldi, Napoli, Italia;
- 2004-2008: Ewha Womans University di Seoul
- 2006-2010: torre per la compagnia di assicurazioni Fukoku, Osaka, Giappone;
- 2007-2011: torre polifunzionale La Liberté, Groninga, Paesi Bassi;
- 2008-2011: ponte ciclopedonale di Arganzuela, Madrid, Spagna;
- 2008-2011: NH Hoteles Fiera Milano;
- 2009-2011: La Liberté, Groninga, Paesi Bassi;
- 2010: maniglie Ice Cube e Living per Olivari;
- 2011-2013: ampliamento della Scuola politecnica federale di Losanna, Losanna, Svizzera.